# Amolador

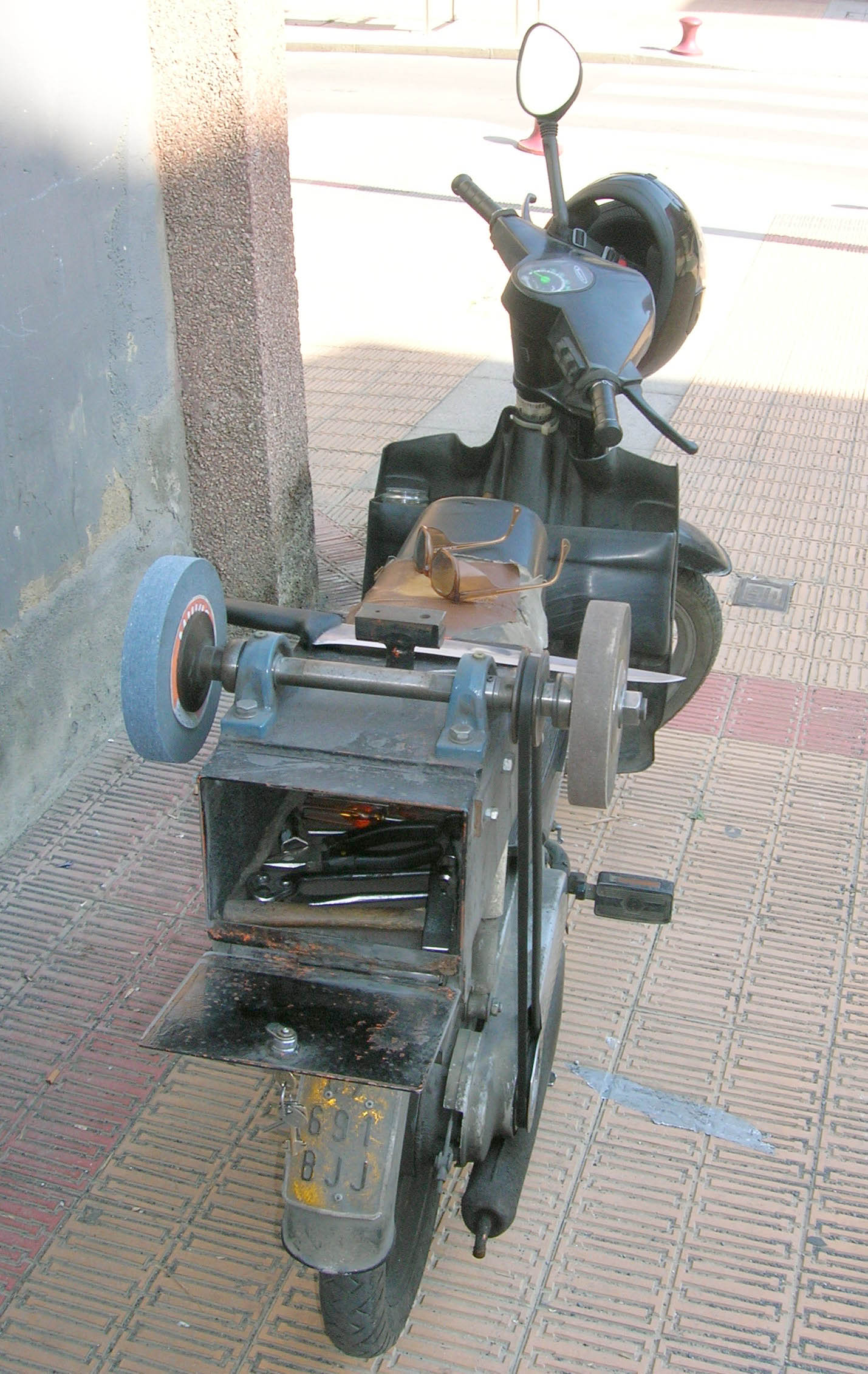
Moto do amolador.

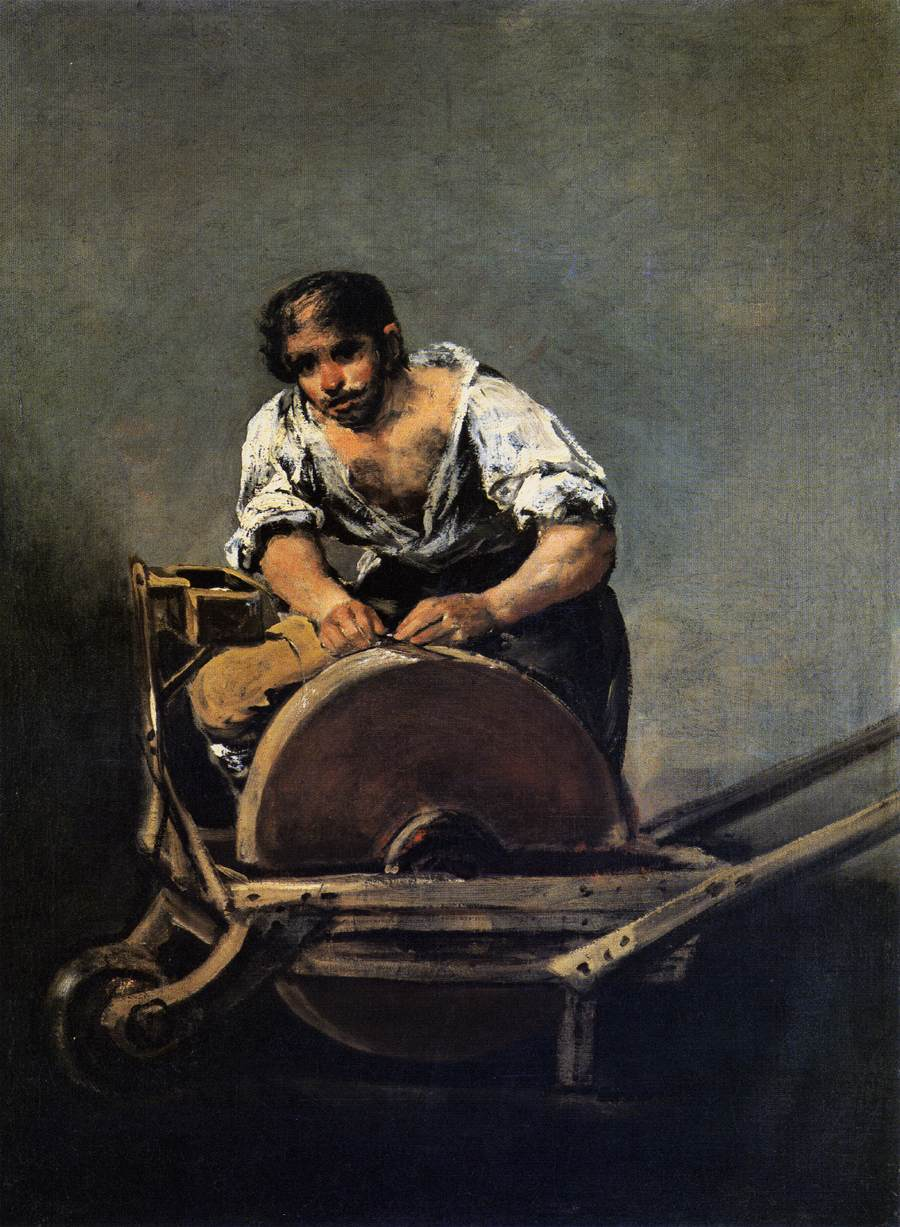
O amolador numa imagem de Goya.

O amolador ou amola-tesouras que antigamente também era reparador de sombrinhas, é um comerciante ambulante que se desloca numa bicicleta ou motocicleta para oferecer os seus serviços de amolar facas, tesouras e outros instrumentos de corte.
Modernamente, ao longo do século XX, os amoladores ambulantes foram dando lugar aos estabelecidos em comércios. Estes estabelecimentos têm a dupla função de lugar de trabalho para o amolador de ferramentas de corte e de ponto de venda das mesmas. 
A generalidade dos amoladores que galgavam as estradas de Portugal, eram oriundos de Nogueira de Ramuín, pequena localidade galega, da província de Ourense, próxima do Rio Minho. Dali partiram para o mundo muitos amoladores (afiadores na língua galega) que se espalharam pela Europa e por outros pontos do mundo. Tipicamente tocam uma flauta para chamar atenção.

## Características
Inicialmente o amolador deslocava-se a pé, acompanhado de uma roda montada numa estrutura de madeira. Essa roda era accionada com um pedal e transmitia o movimento à roda de esmeril. Surgiu depois a bicicleta, que lhe servia também de meio de transporte e que foi modificada de forma que em sua parte traseira leve montado o esmeril mecânico com uma pedra de amolar que se emprega para amolar os objetos cortantes. Anda pelas ruas das cidades ou povoados e para anunciar a sua proximidade usa uma flauta de pã de canos ou plástico como apito, chamada em espanhol de chiflo, a qual sopra fazendo soar suas tonalidades consecutivas, de grave a aguda e viceversa.

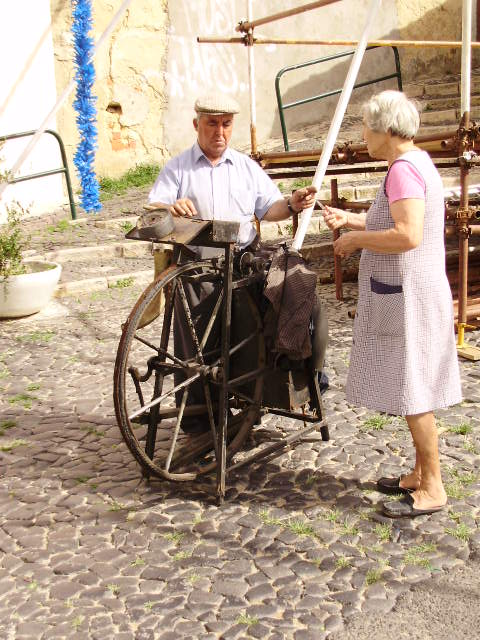
Amolador

Nos começos do século XXI já se veem poucos amoladores ambulantes.